# 長絲萊氏笛鯛
長絲萊氏笛鯛，為輻鰭魚綱鱸形目鱸亞目笛鯛科的其中一種。

## 分布
分布於太平洋區，從琉球群島至新喀里多尼亞、夏威夷群島海域，棲息深度150-300公尺。

## 形態
本魚頭部鈍，眼間隔平坦，眼大，吻短，下顎突出，胸鰭短，整體顏色為玫瑰紅與黃色，背鰭灰色，背鰭硬棘10枚，背鰭軟條12枚，臀鰭硬棘3枚，臀鰭軟條9枚，體長可達50公分。

## 生態
生活在岩石底質海域，屬肉食性。

## 經濟利用
可做為食用魚。